# Ranxeria Elk Valley
La ranxeria Elk Valley és una ranxeria i tribu reconeguda federalment de tolowa i yuroks. Està situada al CDP de Bertsch-Oceanview, comtat de Del Norte (Califòrnia), just a l'est de Crescent City.